# Geografia dell'eSwatini
La geografia dell'eSwatini può essere così descritta.

## Morfologia
Il Paese si trova per la quasi totalità su un altopiano che digrada leggermente da ovest verso est, formando tre livelli. La zona di confine con il Mozambico risale leggermente.

### Alto Veld
È una fascia montuosa, prevalentemente coperta da foreste, compresa tra i 1500 e i 1000 m di altezza, con una punta di 1860 m nel Monte Emlemle, situato al confine con il Sudafrica.

### Medio Veld
È una zona ondulata, collinare compresa tra i 1000 ed i 450 m di quota, nella quale si aprono ampie prateria e dove e facile trovare territori coltivati a cotone, tabacco e agrumi.

### Basso Veld
È la regione più orientale dell'altopiano del Veld, le cui terre digradano da 450 fino a 150 m di altezza. Si tratta prevalentemente di terreni occupati da pascoli per l'allevamento del bestiame.

### Zona orientale
Lungo il confine con il Mozambico ed il Sudafrica, il terreno sale nuovamente nelle alteterre del Distretto di Lubombo (che prende il nome dai Monti Lebombo), solcate da numerose valli digradanti verso l'Oceano Indiano. Qui l'altitudine media è di circa 700 m.

## Idrografia
I fiumi dell'eSwatini arrivano tutti dal Transvaal (Sudafrica) ed attraversano il Paese da ovest verso est, per riversare le loro acque nell'Oceano Indiano o in fiumi maggiori che corrono comunque verso l'oceano.
I fiumi principali del Paese sono il Komati, il Maputo, l'Umbuluzi, il Mkondo-Usutu e l'Ingwavama.

## Clima
Il clima è tropicale temperato, molto umido nelle zone più elevate e asciutto nel Basso Veld.
La media annuale delle precipitazioni aumenta andando da Oriente verso Occidente da circa 500 mm a oltre i 1900 mm, seguendo il variare dell'altitudine.
In febbraio la temperatura media è di 23 °C mentre in luglio, il mese più freddo, scende sino a 12-15 °C.